# Maddalena Casulana
Maddalena Casulana, född 1544, död 1590, var en italiensk kompositör. Hon räknas som den första kvinnliga kompositör i västerlandets historia som fått sin musik tryckt och utgiven. 